# Nezdice (Teplá)
Nezdice (németül Nesnitz) Teplá településrésze Csehországban a Karlovy Vary-i kerület Chebi járásában. Központi községétől 4,5 km-re délkeletre fekszik. A 2001-es népszámlálási adatok szerint a lakatlan településen 11 lakóház van.